# Ћ
Ћ, ћ (Tshe, /ʨə/) é a 23ª letra da versão sérvia do alfabeto cirílico. Representa uma africada palato-alveolar surda, /ʨ/, fonema produzido no sérvio a partir da palatalização duma oclusiva alveolar surda. É uma letra sérvia tradicional, presente antes da reforma no idioma realizada por Vuk Stefanović Karadžić. O seu nome, Tshe, é uma designação provisória, já que as letras sérvias não recebem nome.
Por fazer parte de sobrenomes muito comuns tanto no sérvio quanto no bósnio e no croata, é transliterado de diversas maneiras para o alfabeto latino. A mais comum é ć, de acordo com a variante croata do alfabeto latino, ou sem o diacrítico, apenas como c; outras transliterações incluem tj, ty, cj, cy, ch e tch.